# 韓 (西周)
韓（かん）は、古代中国の西周時代に存在した都市国家（紀元前1122年? - 紀元前756年）。初め現在の河北省にあり、のち現在の陝西省に移った。

## 歴史

### 冊封
韓の祖は周の武王の子で成王の弟である韓叔であり、殷周革命の際に現在の北京の南方にある固安（現在の河北省廊坊市固安県）に封じられたのを起源とする。その後、領地の地名を氏とするようになった。

### 中原への移転
兄の成王の代に、韓原（現在の陝西省韓城市～山西省河津市の境目）に移封された。

### 滅亡
紀元前757年もしくは756年、晋によって滅ぼされた。

## 戦国の韓との関係
その遺領は晋の公室の直轄領になったのか、いずれかの大夫に授けられたのか詳細は不明であるが、晋の公室の分家である曲沃の桓叔の庶子に韓万（韓武子）がおり、のちにこの者に食邑として与えられた。これが戦国の韓の起源である。

## 史記 韓世家
韓之先與周同姓[一]、姓姫氏。其後苗裔事晋、得封於韓原[二]、曰韓武子。武子後三世[三]、有韓厥，従封姓為韓氏。 
その注
- [一]索隠按：左氏傳云「邘・晋・應・韓、武之穆」、是武王之子、故詩稱「韓侯出祖」、是有韓而先滅。今據此文、云「其後裔事晋、封于韓原、曰韓武子」、則武子本是韓侯之後、晋又封之於韓原、今之馮翊韓城是也。然按系本及左傳舊説、皆謂韓萬是曲沃桓叔之子、即是晋之支庶。又國語叔向謂韓宣子能修武子之徳、起再拜謝曰「自桓叔以下、嘉吾子之賜」、亦言桓叔是韓之祖也。今以韓侯之後別有桓叔、非關曲沃之桓叔、如此則與太史公之意亦有違。
- [二]正義括地志云：「韓原在同州韓城縣西南八里。又韓城在縣南十八里、故古韓國也。古今地名云韓武子食采於韓原故城也。」
- [三]索隠系本云：「萬生賕伯、賕伯生定伯簡、簡生輿、輿生獻子厥。」